# Натендорф
Натендорф (нім. Natendorf) — громада в Німеччині, розташована в землі Нижня Саксонія. Входить до складу району Ільцен. Складова частина об'єднання громад Бефензен-Ебсторф.
Площа — 34,44 км2. Населення становить 724 ос. (станом на 31 грудня 2021).

## Галерея

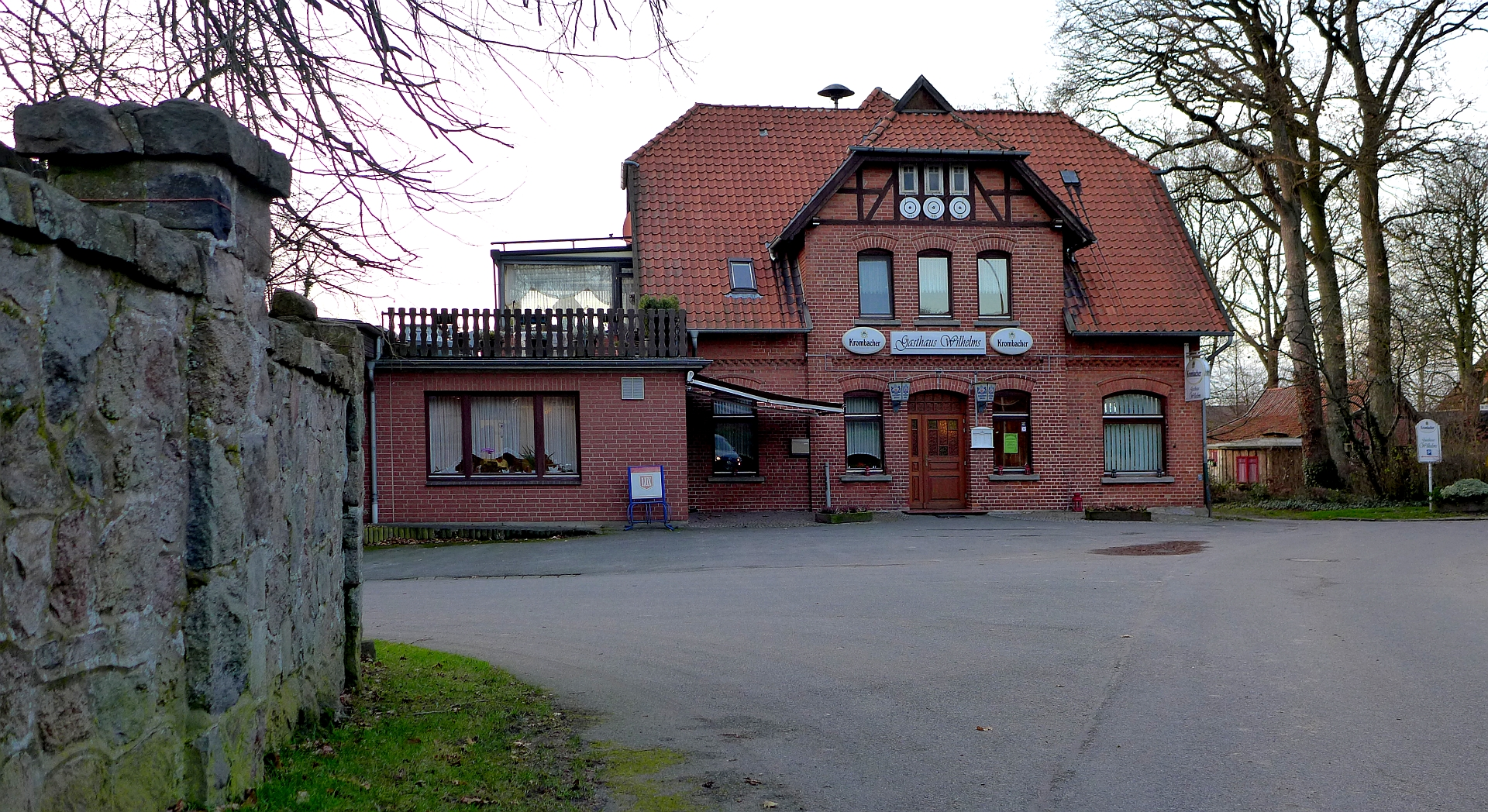
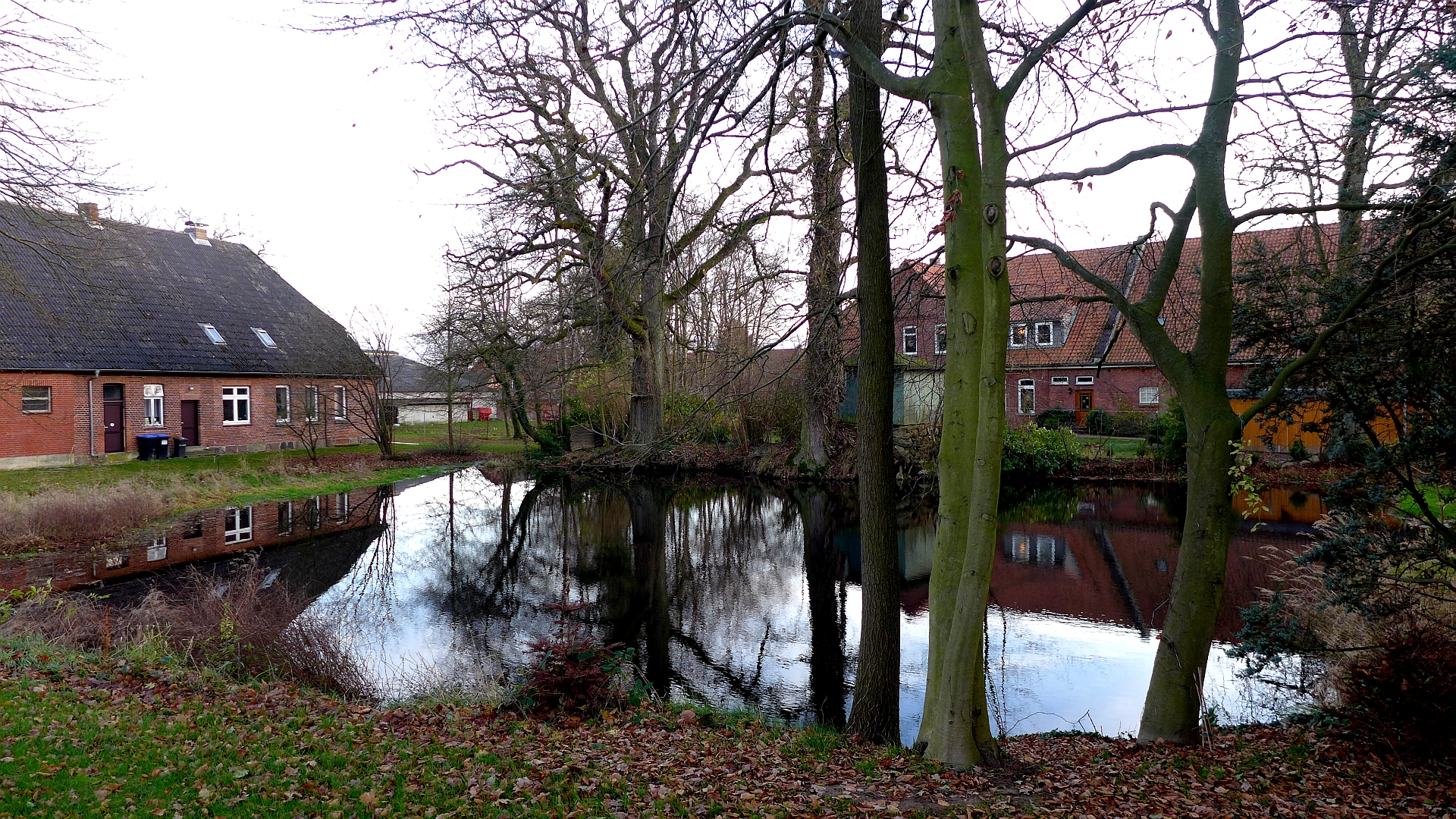